# Ana Sarahí Pérez
Ana Sarahí Pérez Hernández (26 de julio de 1993) es una deportista mexicana que compitió en taekwondo. Ganó una medalla de bronce en el Campeonato Panamericano de Taekwondo de 2012 en la categoría de –67 kg.

## Palmarés internacional
| Campeonato Panamericano | Campeonato Panamericano | Campeonato Panamericano | Campeonato Panamericano |
| Año                     | Lugar                   | Medalla                 | Categoría               |
| ----------------------- | ----------------------- | ----------------------- | ----------------------- |
| 2012                    | Sucre (Bolivia)         | Medalla de bronce       | –67 kg                  |